# Salmo carpio
Salmo carpio är en fiskart som beskrevs av Carl von Linné 1758. Salmo carpio ingår i släktet Salmo och familjen laxfiskar. IUCN kategoriserar arten globalt som akut hotad. Inga underarter finns listade i Catalogue of Life.